# David Bomberg
David Garshen Bomberg (* 5. Dezember 1890 in Birmingham; † 19. August 1957 in London) ist einer der bedeutendsten und einflussreichsten britischen Maler des 20. Jahrhunderts.

## Leben
Bomberg war das fünfte der elf Kinder des Lederarbeiters Abraham Bomberg (1867/8–1938) und dessen Frau Rebecca (geborene Klan oder Klein, 1863/4–1912). Er entstammte einer ursprünglich polnisch-jüdischen Immigrantenfamilie. 1895 zog die Familie nach Whitechapel im East End von London, hier begann er als 15-Jähriger eine Ausbildung als Lithograf. Zwischen 1908 und 1910 studierte Bomberg Kunstgeschichte an der Westminster School of Art unter Walter Sickert. Um sein Studium zu finanzieren, arbeitete er als Assistent im Atelier von John Singer Sargent, der ihm eindringlich zur Fortsetzung des Studiums an der renommierten Slade School of Fine Art riet.
Durch ein Stipendium von der Jewish Education Aid Society konnte er an der Slade School weiter studieren (1911–1913). Während dieser Zeit lernte er unter anderem Paul Nash, Stanley Spencer, Ben Nicholson, Mark Gertler und Isaac Rosenberg kennen.
Im Jahr 1913 reiste Bomberg mit Jacob Epstein nach Frankreich, wo sie unter anderem André Derain, Amedeo Modigliani und Pablo Picasso kennenlernten; in seinen späteren Werken findet man deren Einfluss wieder. Nach dem Ersten Weltkrieg hielt er sich in Palästina (1923–1927), Marokko (1930), Griechenland (1930), Russland (1933) und Spanien (1934–1935) auf. In den Jahren 1945 bis 1953 arbeitete er als Lehrer an der London South Bank University, unter seinen Schülern waren unter anderem Frank Auerbach, Dennis Creffield, Leslie Marr, Gustav Metzger und Leon Kossoff.